# Object 911
L'Object 911 est un véhicule blindé de combat d'infanterie soviétique développé entre 1961 et 1964 pour le projet en vue du futur BMP-1. Il est développé à l'Usine de tracteur de Volgograd (en). Il visait à fournir l'armée soviétique d'un véhicule de transport et d’appui feu pour l'infanterie.

## Historique

### Contexte
Entre octobre 1960 et novembre 1961, s'ouvre en Union Soviétique un appel pour la création d'un nouveau véhicule blindé destiné au transport et soutien des troupes. Ce nouveau véhicule doit pouvoir contenir 6 à 8 fantassins dans un compartiment spécialisé et blindé qui peut résister aux armes nucléaires. Le véhicule va aussi devoir être équipé du module 2A28 Grom dérivé du canon de 73 mm SPG-9 sans recul déjà utilisé dans l'armée soviétique. Ce canon devra être couplé avec une mitrailleuse de 7,62 mm PKT. Le véhicule devra aussi résister aux balles de 12,7 mm sur l’ensemble du véhicule ainsi que les obus de 23 mm de face.
L'appel sera lancé aux usines de défense pour la conception de ce nouveau véhicule. Les usines de Tcheliabinsk, Koutaïssi et Stalingrad vont répondre à cet appel. L'Usine de tracteur de Volgograd (en) répond naturellement car elle était déjà pleinement impliquée dans la conception et fabrication de véhicule blindés de transport de troupes et chars d'assaut. L'usine avait notamment conçu et fabriquais le BTR-50PN ainsi qu'un échec récent pour un remplaçant du PT-76 (Object 907).

### Développement

#### Conception
L'Usine de tracteur de Volgograd (en) commença en 1961 les travaux préparatifs et mit au point deux véhicules que sont l'Object 911 et l'Object 914 (ru). Ces deux véhicules vont avoir une conception conjointe et vont partager de nombreux traits en commun. Néanmoins l'Object 911 se distingua nettement par sa propulsion mixte roues et chenilles à l'inverse d'une propulsion à chenilles classique pour l'Object 914 (ru). Le 9 août 1963, la conception du véhicule est confirmée par le NTS GKSMOT (Conseil scientifique et technique du Comité d'État du Conseil des ministres de l'URSS pour l'équipement de défense). La fabrication d'un prototype en vue d'essais d'état est demandée. 

##### La disposition de l'équipage
La disposition de l'équipage va varier en fonction des projets. Le premier projet datant de 1962 propose une disposition avec le moteur à l'avant entre le conducteur et le l'opérateur d'arme et le commandant tous deux présents dans la tourelle. Les fantassins embarqués vont se loger entre la tourelle et la transmission qui est située à l'extrémité arrière du véhicule. La transmission occupe la partie arrière centrale tandis que le mécanisme de propulsion par jet occupe les côtés à l'arrière du véhicule.
Une seconde disposition fut ensuite étudiée durant l'année 1963 et équipera le futur prototype construit. L'ensemble du bloc moteur est dorénavant placé à l'arrière et les fantassins vont se placer en demi-cercle autour de l'arrière de la tourelle ne comportant plus que l'opérateur d'arme devenu commandant. Au devant, le conducteur est placé au milieu de deux fantassins.

#### Essais et fin
Un prototype est construit pour les essais de l'année 1964. Ces essais se sont déroulés au polygone de tir de Koubinka et ont été réalisés par le NIIBT. Ils sont effectués avec les autres prototypes répondant à l'appel (Object 19 (de), Object 914 (ru), Object 765, Object 1200 (ru)). Les essais ont déterminé la vitesse maximale du véhicule ainsi que sa consommation de carburant tant sur route qu'en terrain difficile. Des essais de navigation dans l'eau ont aussi eu lieu et ont révélé des performances similaires au PT-76 en baignade tant du point de vue de la stabilité que de la vitesse maximale.
L'année 1964 marque aussi la fin du projet puisque l'Object 911 est considéré comme inférieur face au projet 765 de l'Usine de tracteurs de Tcheliabinsk qui va remporter finalement l'appel d'offres et va devenir le BMP-1 avec son entrée en service en 1966. L'unique prototype construit est aujourd'hui conservé au musée des blindés de Koubinka.

## Caractéristiques

### Armement

#### Armement principal
L'Object 911 est équipée d'un canon de 73mm du module 2A28 Grom pouvant tirer des obus à charge creuse.

#### Armement secondaire
Un lanceur pour les missiles 9M14 Malioutka est placé au dessus du canon à l'instar l'Object 765 futur BMP-1.
L'Object 911 est équipé d'une mitrailleuse jumelée au canon de 7,62 mm PKT .

### Mobilité

#### Moteur
L'Object 911 est équipé du moteur UTD-20 (ru) développé à l'usine Kurganmashzavod (en) qui équipera le BMP-1. Ce moteur développe une puissance de 300 ch. 

#### Système roues/chenilles
La spécificité de l'Object 911 qu'il partage avec l'Object 19 (de) face aux autres véhicules de l'appel réside dans un système hybride complexe entre roues et chenilles. Une suspension hydraulique au niveau des roues permet de retirer les chenilles du sol lorsque la suspension est dans sa position supérieure. L'utilisation des roues est destinée aux déplacements sur route alors que les chenilles servent aux combats et aux déplacements dans un milieu difficile. Les roues du prototype sont des roues d'avion légères K157-300 avec 840 mm de diamètre.

#### Déplacement
L'Object 911 peut atteindre une vitesse de 108 km/h sur route avec la propulsion par roues. Le véhicule atteint 50 km/h en 11 secondes. La vitesse moyenne sur route est de 70 km/h. Les chenilles pouvaient atteindre au maximum 57 km/h sur un terrain plat.
La vitesse dans l'eau atteignait 10,3 km/h et le véhicule possédait une maniabilité améliorée face au PT-76. L'Object 911 pouvait tourner à la fois grâce aux roues mais aussi grâce au contrôle de la pression du jet d'eau droit ou gauche.

### Équipage
L'équipage du prototype fabriqué répond à la seconde disposition envisagée. Cette disposition place les fantassins en demi-cercle autour de la tourelle qui comporte seulement l'opérateur d'arme/commandant. Trois personnes sont présentes à l'avant du véhicule avec le conducteur au centre entouré par deux fantassins sur les côtés. Une trappe de sortie est présente derrière la tourelle et permet aux fantassins de sortir par le haut du véhicule deux par deux et protégés par la tourelle. Les fantassins pouvaient sortir du véhicule lorsqu'il était en marche. Les fantassins embarqués disposaient de quatre ouvertures afin de faire feux avec leur armes portatives depuis l'intérieur du véhicule.

### Blindage
Le blindage de l'Object 911 peut résister à des obus de 23 mm de face et à des munitions de 12,7 mm sur les côtés et l'arrière.

### Équipements

#### Radio
L'Object 911 est équipé d'une radio R-123 et d'un interphone R-124 reliant le commandant, le conducteur et l'opérateur d'arme.

### Variante
Object 911B : L'unique variante de l'Object 911 est un char léger qui conjugue à la fois les avancées de l'Object 906B et de l'Object 911. Il ne subit pas de tests concluant et est abandonné en 1964.